# Blinkbox Music
Blinkbox Music (trước đây We7) là một dịch vụ nghe nhạc trực tuyến miễn phí, hỗ trợ quảng cáo, với hơn 12 triệu bài hát khả dụng cho việc stream tại Anh và Ireland, và kho nhạc từ các hãng thu âm lớn cũng như các hãng thu âm nhỏ cùng các nhà phân phối.
Blinkbox Music được thành lập bởi cựu nhân viên Genesis, nhà lãnh đạo Peter Gabriel và doanh nhân công nghệ cao Steve Purdham, người đến từ công ty Surf Control, một công ty đã làm ăn thua lỗ. Ban quản lí cấp cao bao gồm Gareth Reakes, Russell Chadwick và giám đốc âm nhạc Clive Gardiner.
Các bài hát được stream trên Blinkbox Music sẽ có kèm theo một đoạn phim quảng cáo ngắn (advert), hoặc quảng cáo ngắn trên TV (blipvert), được phát trước bài hát. Điều này thường được kết hợp với các thay đổi quảng cáo trên trang, với mục đích từ quảng cáo audio sẽ thu hút được sự chú ý đến các quảng cáo có thể nhấp.
We7 đã đạt 500,000 người dùng và 3.5 triệu bài hát vào tháng 3 năm 2009 và 3 triệu người dùng và 6.8 triệu bài hát vào tháng 1 năm 2011.
Tháng 6 năm 2012, We7 đã được mua lại bởi hãng bán lẻ của Anh Tesco với giá 10.8 triệu bảng Anh và đổi tên nhãn hiệu thành Blinkbox vào tháng 5 năm 2013.
Tesco đã bán dịch vụ cho Guvera vào tháng 1 năm 2015. Blinkbox Music được đặt vào ban quản trị vào tháng 6 năm 2015.
Tháng 10 năm 2015, các nhân viên trước của Blinkbox Music đã nộp đơn kiện trị giá 10 triệu bản Anh nhằm chống lại Guvera.

## Lịch sử
We7 ra mắt lần đầu trên danh nghĩa dịch vụ tải nhạc số vào tháng 6 năm 2007, với 3 triệu bài hát có sẵn cho việc stream từ khi ra mắt.
Tháng 10 năm 2008, dịch vụ chuyển sang tập trung stream nhạc, trước đó có nội dung từ Sony BMG, bao gồm việc thay đổi thiết kế tích hợp trình phát nhạc liên tục trong trang, cho phép nhạc vẫn tiếp tục được phát dù người dùng đang duyệt web.
Kể từ lần ra mắt hoàn chỉnh vào tháng 11 năm 2008, dịch vụ đã có nhiều cuộc quảng bá. Tháng 2 năm 2009, dịch vụ đã hợp tác với NME cung cấp các tiện ích nhạc trực tuyến trên các trang báo của họ, và trong tháng 3, nó đã cho ra mắt bản xem trước "bữa tiệc âm nhạc" độc quyền của ca sĩ người Hà Lan Alain Clark  với đĩa đơn đầu tiên đánh dấu sự ra mắt đầu tiên tại Anh của ông "Father & Friend", phiên bản độc quyền của album này cũng ra mắt vài tuần sau đó.
Tháng 2 năm 2010, We7 đi theo kiểu kinh doanh freemium khi cho ra dịch vụ đăng kí trả phí hằng tháng để không có quảng cáo.
Cuối tháng 9 năm 2011, We7 chuyển từ dịch vụ nhạc theo yêu cầu thành dịch vụ âm nhạc DJ. Điều này mở ra dịch vụ premium mới cũng như logo và trang web mới. Nhưng nó cũng đồng thời không cho phép người dùng được chọn bài hát có sẵn trên dịch vụ We7 và phải mở trình phát nhạc được đề xuất thay vì phát các bài hát và nghệ sĩ có liên quan. Người dùng miễn phí có 50 yêu cầu giới hạn được thêm vào hàng đợi của radio.
Tháng 3 năm 2012, công ty đã cắt giảm số lượng lớn nhân viên sau khi dịch vụ âm nhạc DJ tung ra dẫn đến sự suy giảm về người dùng và thu nhập từ quảng cáo.
Tháng 5 năm 2013, công ty thông báo sẽ đổi tên dịch vụ thành Blinkbox Music trong tuần.
Dịch vụ trả phí bị đóng cửa vào cuối tháng 11 năm 2013.
Tính đến năm 2015, Blinkbox Music hiện đang được quản lý sau khi được công ty Úc Guvera mua lại 

## Tính năng
Tính năng chính của trang web là phát trực tuyến toàn bộ bản nhạc mà không cần có tài khoản đăng ký. Nhưng đến năm 2011, người dùng phải đăng kí miễn phí mới có thể nghe trọn bài, nếu không hệ thống chỉ phát bản nghe trước trong 30 giây. Việc đăng kí cũng cần thiết cho các dịch vụ cao cấp hơn như tạo danh sách phát và mua nhạc. Tuy nhiên, do lỗi của hệ thống, một lượng ít người truy cập vào trang web được nghe hết bài hát bất kì mà không cần phải đăng kí.
Trang web cũng có phần biên tập có tiêu đề 'Magazine' với các cuộc phỏng vấn đặc biệt với các nghệ sĩ và đôi khi phát động vài cuộc thi, như cuộc thi Metro Station gần đây.

## Hoạt động tài chính
Ngày 6 tháng 10 năm 2010, We7 đăng bài thông báo thất thu 3,6 triệu bảng. Công ty cho rằng điều kiện thị trường, sự sụp đổ của ngành ngân hàng và sự cạnh tranh không ngừng trong ngành công nghiệp âm nhạc là những nguyên nhân gây ra những tổn thất. Tờ The Guardian đã có báo cáo sớm cho năm 2010 rằng We7 đã có lợi nhuận, sử dụng quảng cáo để trang trải cho cả chi phí hoạt động và chi phí thanh toán cho các hãng thu âm, khiến nó trở thành công ty phát nhạc đầu tiên thực hiện hoạt động như vậy tại Vương quốc Anh.

## Ứng dụng trên điện thoại
Vào ngày 18 tháng 2 năm 2010, We7 ra mắt ứng dụng của mình trên thiết bị iPhone. Chỉ những người dùng có tài khoản "premium plus" mới có thể sử dụng ứng dụng. Đã có một vài lời chỉ trích ứng dụng, vì tài khoản "premium plus" đến ngày 1 tháng 3 mới ra mắt. Hiện, tài khoản "premium plus" không còn cần thiết với ứng dụng. Ứng dụng đã được đổi tên thành Blinkbox Music như bây giờ.
Ngày 20 tháng 9 năm 2010, We7 tung ra bản ứng dụng cho hệ điều hành Android. Chỉ những người dùng có tài khoản "premium plus" mới có thể sử dụng ứng dụng, mặc dù có bản dùng thử miễn phí 2 tuần khi sử dụng dịch vụ lần đầu tiên. We7 sau đó thêm vào Android Market bản cập nhật/bản mới cho phép người dùng miễn phí có thể truy cập vào đề mục kênh radio của We7, nhưng nó vẫn cung cấp bộ nhớ đệm và người dùng có thể lưu trữ các kênh; dịch vụ này được gọi là We7 Radio Plus. Ứng dụng đã được đổi tên thành Blinkbox Music như ngày nay.